# Paolo Dal Molin
Paolo Dal Molin (* 31. Juli 1987 in Yaoundé, Kamerun) ist ein italienischer Leichtathlet, der sich auf den Hürdenlauf spezialisiert hat.

## Leben
Paolo Dal Molin wurde als Sohn eines Kameruners und einer Italienerin in Yaoundé geboren. Später zog die Familie nach Occimiano. Nachdem er zunächst Basketball und Volleyball betrieben hatte, stieg er bald zur Leichtathletik um. Einen Teil seiner Kindheit verbrachte er in Heppenheim und Saarbrücken in Deutschland, wo die Mutter hinzog. Dort trainierte er auch beim Bundestrainer Hansjörg Holzamer. Seit 2019 lebt Dal Molin in Turin. Er ist kampfsportbegeistert und betrieb unter anderem Thaiboxen.

## Sportliche Laufbahn
2006 startete Dal Molin in seinen ersten Wettkämpfen gegen die nationale Konkurrenz, zunächst im Hochsprung. Bereits ein Jahr später stieg er auf den Hürdenlauf um und wurde Ende Juli Italienischer Vizemeister über 110 Meter Hürden. 2008 steigerte er seine Bestzeit in dieser Disziplin auf 13,78 s. Im Jahr darauf verpasste er die Freiluftsaison, nachdem er sich eine Fraktur des Knöchels zuzog. Erst 2011 gelang es ihm wieder aktiv in Wettkämpfen teilzunehmen und seine Bestzeit zudem auf 13,67 s zu steigern. 2012 siegte Dal Molin im Februar bei den Italienischen Hallenmeisterschaften im 60-Meter-Hürdenlauf und schaffte zudem die Qualifikation für die Hallenweltmeisterschaften in Istanbul. Dort gelang es ihm in das Halbfinale einzuziehen, in dem er als Siebter seines Laufes ausschied. Im Laufe der Saison gelang ihm dann auch die Qualifikation für die Europameisterschaften in Helsinki. Dort ergab sich für ihn ein ähnliches Bild wie bei den Hallenweltmeisterschaften. Nach dem Einzug in das Halbfinale über 110 m Hürden, schied er als Sechster seines Laufes aus. Eine Woche nach den Europameisterschaften siegte er erstmals über 110 m Hürden bei den Italienischen Meisterschaften.
2013 startete Dal Molin Anfang März bei den Halleneuropameisterschaften in Göteborg. Diesmal gelang es ihm in das Finale der 60 m Hürden einzuziehen, in dem er mit persönlicher Bestleistung und von 7,51 s Vizeeuropameister wurde. Mit dieser Zeit hält er seitdem auch den Nationalrekord Italiens in dieser Disziplin. Nachdem er den Rest der Saison kaum Wettkämpfe hatte bestreiten können, nahm er 2014 zum zweiten Mal in Folge an den Hallenweltmeisterschaften teil, schied dabei allerdings bereits nach dem Vorlauf aus. Unwesentlich besser lief es für ihn anschließend im August bei den Europameisterschaften in Zürich. Zwar zog er dort in das Halbfinale ein, schied darin allerdings als Letzter seines Laufes aus. Die folgenden Saisons verpasste er anschließend aufgrund einer Patellareizung nahezu komplett. Erst 2018 konnte er an alte Leistungen wieder anknüpfen. Anfang März nahm er in Birmingham zum dritten Mal an Hallenweltmeisterschaften teil, verpasste es als Fünfter seines Laufes allerdings die erste Runde zu überstehen. Im August trat er dann bei den Europameisterschaften in Berlin an und zog mit persönlicher Bestzeit von 13,40 s in das Halbfinale ein. Darin kam er anschließend nicht über 13,61 s hinaus und verpasste damit den Sprung in das Finale.
2021 nahm er im März in Toruń wieder bei Halleneuropameisterschaften teil und konnte zum zweiten Mal im Laufe seiner Karriere in das Finale einziehen. Nachdem er 2013 die Silbermedaille hatte gewinnen können, sprintete er diesmal mit 7,56 s zu Bronze. Ende Juni stellte er bei seinem zweiten Triumph bei den Italienischen Meisterschaften mit 13,27 s einen neuen Nationalrekord Italiens über 110-Meter-Hürden auf. Er verbesserte damit den ehemaligen Rekord von Emanuele Abate um eine Hundertstelsekunde, den dieser 2012 aufstellte. Zudem erfüllte er die Qualifikationsnorm für die Olympischen Sommerspiele in Tokio. Dort konnte er in das Halbfinale einziehen, verpasste darin allerdings mit 13,40 s als Fünfter seines Laufes den Einzug in das Finale. 2023 Dal Molin in Istanbul zum dritten Mal an Halleneuropameisterschaften teil. Im Finale belegte er den fünften Platz.
Im Laufe seiner Karriere errang Dal Molin bislang insgesamt fünf italienische Meistertitel, 2012 und 2021 über 110 Meter und 2012, 2014 und 2022 über 60 m Hürden.

## Wichtige Wettbewerbe
| Jahr                | Veranstaltung               | Ort                 | Platz               | Disziplin           | Zeit                |
| Startet für Italien | Startet für Italien         | Startet für Italien | Startet für Italien | Startet für Italien | Startet für Italien |
| ------------------- | --------------------------- | ------------------- | ------------------- | ------------------- | ------------------- |
| 2012                | Hallenweltmeisterschaften   | Istanbul            | 15.                 | 60 m Hürden         | 7,92 s              |
| 2012                | Europameisterschaften       | Helsinki            | 22.                 | 110 m Hürden        | 13,85 s             |
| 2013                | Halleneuropameisterschaften | Göteborg            | 2.                  | 60 m Hürden         | 7,51 s              |
| 2014                | Hallenweltmeisterschaften   | Sopot               | 19.                 | 60 m Hürden         | 7,76 s              |
| 2014                | Europameisterschaften       | Zürich              | 16.                 | 110 m Hürden        | 13,72 s             |
| 2018                | Hallenweltmeisterschaften   | Birmingham          | 25.                 | 60 m Hürden         | 7,81 s              |
| 2018                | Europameisterschaften       | Berlin              | 18.                 | 110 m Hürden        | 13,61 s             |
| 2021                | Halleneuropameisterschaften | Toruń               | 3.                  | 60 m Hürden         | 7,56 s              |
| 2021                | Olympische Sommerspiele     | Tokio               | 12.                 | 110 m Hürden        | 13,40 s             |
| 2023                | Halleneuropameisterschaften | Istanbul            | 5.                  | 60 m Hürden         | 7,62 s              |

## Persönliche Bestleistungen
Freiluft
- 110-Meter-Hürdenlauf: 13,27 s, 26. Juni 2021, Rovereto, (italienischer Rekord)

Halle
- 60-Meter-Hürdenlauf: 7,51 s, 1. März 2013, Göteborg, (italienischer Rekord)